# 糸谷良
糸谷 良（いとたに りょう、1990年8月20日 - ）は、日本の作曲家。

## 来歴
香川県高松市出身。0歳の頃からトランペットを吹き始める。香川県立高松高等学校を経て、2010年、慶應義塾大学理工学部に進学。慶應義塾ワグネル・ソサィエティー・オーケストラに所属し、トランペットを担当した。自身が作曲した、マーチ「晴天の風」が2008年度全日本吹奏楽コンクールの課題曲IIに採用された。中学と高校では吹奏楽部にいたが、作曲は独学である。